# Хосе Тадео Монагас
Хосе Тадео Монагас Бургос (ісп. José Tadeo Monagas; 28 жовтня 1784 — 18 листопада 1868) — президент Венесуели у 1847—1851 та 1855—1858 роках, герой війни за незалежність. Монагас був одним з найбільш непопулярних президентів в історії Венесуели. Це пов'язано з тим, що Монагас був палким прихильником фаворитизму, він роздавав політичні посади своїм родичам, зневажав законами, ухваленими Конгресом тощо. Під час свого другого терміну перебування на посту глави держави він ухвалив нову конституцію (1858), яка надавала йому додаткові повноваження. Зрештою, такі дії призвели до конституційної (та збройної) кризи.
Як член Ліберальної партії він скасував смертну кару для політичних злочинців. Підтримував кандидатуру свого брата Хосе Грегоріо під час обрання останнього на пост президента.
Хосе Тадео Монагаса та його брата, які правили країною загалом з 1847 до 1858 року, зазвичай називають династією Монагас або «Монагато». Доба їхнього правління завершилась із приходом до влади Хуліана Кастро та його союзників.